# رولند واکر
رولند واکر (انگلیسی: Roland Walker؛ زادهٔ ۱۹۷۰) ژنرال نیروی زمینی بریتانیا است، که از ژوئن ۲۰۲۴ به‌عنوان چهل و سومین رئیس ستاد کل بریتانیا (فرمانده نیروی زمینی بریتانیا) فعالیت می‌کند.
واکر فعالیت نظامی را از سال ۱۹۹۰ در گارد ایرلندی ارتش بریتانیا آغاز کرد، از ۲۰۰۸ تا ۲۰۱۰ فرمانده گردان اول گارد گرنادیر بود و از ۲۰۱۳ تا ۲۰۱۵ فرماندهی تیپ ۲۳ زرهی را برعهده داشت. وی در فاصله سال‌های ۲۰۱۸ تا ۲۰۲۱ به‌عنوان مدیر نیروهای ویژه بریتانیا فعالیت می‌کرد و از ۲۰۲۱ تا ۲۰۲۴ معاون عملیات و استراتژی نظامی رئیس ستاد دفاع بریتانیا بود.